# 奥古斯特·勒尼奥·德·圣让当热利

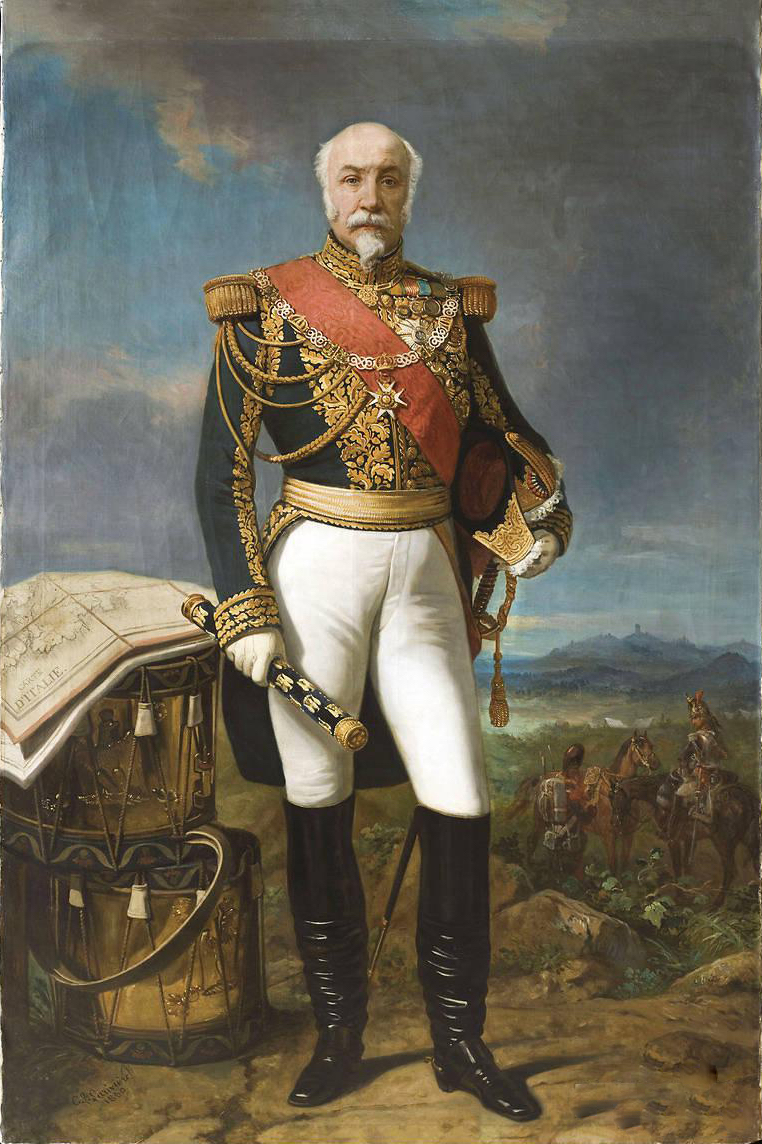
勒尼奥·德·圣让当热利伯爵.

奥古斯特·米歇尔·艾蒂安·勒尼奥·德·圣让当热利（法語：Auguste Michel Étienne Regnaud de Saint-Jean d'Angély，法語發音：[oɡyst miʃɛl etjɛn ʁəɲo də sɛ̃ ʒɑ̃ dɑ̃ʒeli]；1794年7月30日—1870年2月1日）法国将军，后为法国元帅，波拿巴主义者，第二共和国时期是制宪议会和立法议会议员（1848年-1851年）、陆军部长（1851年1月）；第二帝国时期任近卫军指挥官（1854年-1869年），1855 年为克里米亚法军后备军军长。
米歇尔-路易-艾蒂安·勒尼奥·德·圣让当热利和他的情妇玛丽-路易斯·舍涅（Marie-Louise Chenié）的私生子，生下他不久即去世。几个月后他的父亲才承认他，1795年交给后来的妻子抚养。
1813年担任一个轻骑兵团的中尉，参加莱比锡战役，之后他成为拿破仑皇帝的一名军官。滑铁卢战役后，他被政府开除出军队。1825年他去希腊，参加独立战争，负责指导在希腊新军队的一个骑兵队。1828年作为一名翻译员他参加让·维克多·莫罗的法国远征军，在1829年他被提升为上尉。
七月王朝期间，勒尼奥·德·圣让当热利担任上校远征比利时。1841年他被提升为准将（général de brigade），1849年晋升为少将（général de division）。1851年他担任两个星期的战争部长。1852年他支持路易-拿破仑·波拿巴，作为回报，他被任命为参议员。在第二帝国，他经历克里米亚战争和意大利战争，最终在1859年因马真塔战役中作战勇敢，被授予法国元帅。
勒尼奥·德·圣让当热利元帅和安娜·安热莉克·吕比（Anne-Angélique Ruby）结婚，没有孩子。他收养了前妻的女儿弗洛尔-安热莉克·勒尼奥·德·圣让当热利（Flore-Angélique Regnaud de Saint-Jean d'Angély）。
由于他是私生子，未能继承其父的伯爵爵位，1864年11月，拿破仑三世再次授予他勒尼奥·德·圣让当热利伯爵爵位，并特别许可他伯爵爵位传给他收养的女儿丈夫埃德蒙·达维利耶（Edmond Davillier），爱德蒙死于1908年，只有一个女儿，无男嗣继承而取消。
1870年勒尼奥·德·圣让当热利元帅死于戛纳，葬在巴黎荣军院。
| 官衔                       | 官衔                                 | 官衔                  |
| -------------------------- | ------------------------------------ | --------------------- |
| 前任： 让-保罗·亚当·施拉姆 | 战争部长 1851年1月9日- 1851年1月24日 | 繼任： 雅克·路易·朗东 |